# Dawson
 For alternative betydninger, se Dawson (flertydig). (Se også artikler, som begynder med Dawson)
Dawson er en by i Yukon-territoriet i Canada. Der bor 1.577 (2021) indbyggere i Dawson. Byen fik sit navn i januar 1897 efter geologen George Mercer Dawson, som havde udforsket det øde område et årti tidligere. Dawson var hovedstad i Yukon-territoriet indtil 1952, hvor administrationen blev flyttet til Whitehorse.
Dawson blev grundlagt af guldgravere sidst i 1800-tallet. Hvad der før bare var et fiskerleje, blev med et slag forvandlet til en livlig by, da guldfeberen begyndte i 1896. På bare to år steg indbyggertallet til 40.000. Men i 1899 var det slut. Guldfeberen var overstået, og alle undtagen 8.000 indbyggere forlod byen. Da Dawson officielt blev en by i 1902, var der under 5.000 indbyggere tilbage.